# Universidade Sant'Anna
A Universidade Sant'Anna, ou UniSant'Anna, é um centro universitário brasileiro privado sediado em São Paulo.
Sua fundação ocorreu em 1932, porém somente em 1999 as Faculdades Sant’Anna foram credenciadas junto ao Ministério da Educação e passaram a se chamar Centro Universitário Sant’Anna.
Atualmente possuí mais de 15.000 alunos, cerca de mais de 30 cursos superiores e cursos de Pós-Graduação. Sendo ministrados em 4 campi.
Recentemente, a UniSant'Anna abriu um campus dentro do Sport Club Corinthians Paulista, um dos maiores clubes do Brasil, além de um no bairro do Tucuruvi.
Já foi um dos mais tradicionais[carece de fontes?] centros universitários de São Paulo, caiu no sucateamento até os anos 90 e ressurgiu no final dos anos 90 como opção em cursos tradicionais[carece de fontes?], despontando como top[carece de fontes?] em alguns cursos avaliados pelo MEC.
A Universidade se localiza no bairro de Santana - SP
Por último, inaugurou mais um Campus no complexo do Shopping Aricanduva, também em São Paulo, que veio se juntar aos outros três da Capital, além de um localizado em Salto, interior de São Paulo

## Avaliação
Em janeiro de 2011 foi noticiado que a UniSant'Anna poderia perder sua autonomia administrativa em função de consecutivos resultados insatisfatórios nas avaliações do Ministério da Educação (MEC), o que significa que a instituição não poderia mais expandir vagas ou abrir novos cursos sem autorização do MEC. De acordo com o ministro da Educação à época, Fernando Haddad, a medida cautelar passaria a valer imediatamente. A medida teria validade até que a instituição apresentasse resultado satisfatório – superior ou igual a 3 – nas próximas edições do Índice Geral de Cursos (IGC). O indicador avalia uma faculdade, um centro universitário ou uma universidade a partir da qualidade de seus cursos de graduação e pós-graduação, em uma escala de 1 a 5. Os resultados 1 e 2 são considerados insatisfatórios; 3, razoável; e 4 e 5, bons. A UniSant'Anna recebeu por três anos seguidos um conceito inferior a 3 no IGC.